# Controle do florescimento
O controle do florescimento em plantas ocorre com o início da transcrição para o florescimento, envolvendo alterações no padrão de morfogênese e diferenciação celular do meristema apical do caule. 
Em ultima análise, este processo leva a formação de órgãos florais, através de interações de fatores internos e externos que capacitam a planta a sincronizar seus desenvolvimentos reprodutivos com o ambiente. 
O desenvolvimento dos órgãos florais inicia quando ocorre um aumento na taxa de divisão das células centrais do meristema apical do caule. Ocorre então a transformação do meristema vegetativo num meristema primário de inflorescência que produz meristemas florais. A morfogênese floral é controlada por uma série de genes. Tal como a iniciação dos verticilos florais. O genes que regulam o desenvolvimento floral controlam a identidade floral.